# 鲁道夫·穆斯堡尔
鲁道夫·穆斯堡尔（德語：Rudolf Mössbauer，1929年1月31日—2011年9月14日）是一名德国物理学家，穆斯堡尔效应（伽马射线的无反冲共振吸收现象）的发现者，1961年获得诺贝尔物理学奖。

## 生平
1929年1月31日出生在德国慕尼黑，1948年中学毕业，在工作一年后，开始在慕尼黑工业大学学习物理学，在应用物理学实验室完成论文并于1955年获得硕士学位。
1955年至1957年继续攻读博士学位期间，他在海德堡的马克斯·普朗克协会医学研究所作出了一系列的发明，并于1957年首次在实验中观察到了伽马射线的无反冲共振吸收现象，这种现象被命名为“穆斯堡尔效应”，由于这项工作，穆斯堡尔同美国物理学家罗伯特·霍夫施塔特一起获得1961年的诺贝尔物理学奖。1958年他从慕尼黑工业大学获得博士学位，导师是海因茨·迈尔-莱布尼茨（Heinz Maier-Leibnitz），同年，仍旧是在海德堡的马克斯·普朗克研究所，他用实验直接证明了“穆斯堡尔效应”的存在。
1959年穆斯堡尔在慕尼黑工业大学工作，后来接受理查德·费曼的邀请于1960年前往美国加州理工学院，继续他对伽马射线吸收的研究，并在1962年成为加州理工学院的教授。1953年起，穆斯堡尔的主要研究方向是伽马射线的吸收，尤其是原子核的共振吸收，并由此发现了原子核辐射的无反冲共振吸收现象及其理论解释。此后他又用先前建立的方法，研究过原子核物理学和固体物理学问题。穆斯堡尔在原子核的无反冲共振吸收领域的研究成功，为他赢得了纽约研究机构奖（1960年）、吉森大学的“伦琴奖”以及富兰克林研究所（Franklin Institute）的Elliot Cresson奖章，1961年因“对伽马射线共振吸收现象的研究并发现了穆斯堡尔效应”，与罗伯特·霍夫施塔特一同获得诺贝尔物理学奖。
1965年穆斯堡尔接受巴伐利亚文化教育研究部的邀请，放弃了美国的工作，返回母校慕尼黑工业大学任教授，在那里，他的科研重心从核子转向了中微子。1972年前往法国格勒诺布尔担任劳厄-朗之万研究所（以马克斯·冯·劳厄和保罗·朗之万的名字命名）主任，领导德国、法国、英国三国的中微子高流核反应堆。五年后的1977年，他婉拒了来自马克斯·普朗克研究所和其他多家大学的邀请，再次回到慕尼黑工业大学，继续研究中微子，1997年退休。他在瑞士Gösgen完成了中微子振荡实验，在意大利Gran Sasso地下实验室完成了太阳中微子实验（GALLEX实验，1991年—1997年）。穆斯堡尔获得了不计其数的荣誉和奖章，是欧洲乃至全球13所知名大学的荣誉教授，宗座科学院、巴伐利亚科学学会和国际科学学会的会员。

## 影响
以穆斯堡尔的名字命名的穆斯堡尔谱仪，可以用来分析含铁物质，被成功应用于美国国家航空航天局火星探测漫游者计划的两部火星车勇气号和机遇号上。
借助穆斯堡尔效应，Robert Pound和Glen Rebka于1960年证明了地球重力场中的红移即重力红移。